# Anarcho-punk
Genres dérivés
Crust punk, digital hardcore, punk folk, grindcore, street punk, Red and Anarchist Black Metal
L’anarcho-punk est un courant musical, culturel et politique influencé par l'anarchisme et le mouvement punk. Le terme est souvent utilisé pour décrire des groupes faisant partie du mouvement anarcho-punk au Royaume-Uni à la fin des années 1970 et début 1980. Cependant, le terme est parfois également utilisé pour décrire de la musique punk ou rock au contenu lyrique anarchique, comme le crust punk, le d-beat, le punk folk, le punk hardcore, le garage punk ou le ska punk.

## Histoire

### Origines
L'anarcho-punk se développe aux côtés des mouvements Oi! et hardcore. Il est lancé comme mouvement underground, en réaction à l'intégration dans les circuits commerciaux « mainstream » de groupes punks tels que  The Sex Pistols ou The Clash, dénoncé comme « traitres » aux valeurs punk. Avec un style musical brut et primitif ainsi que des paroles criées, des groupes britanniques comme Crass, Subhumans, Flux of Pink Indians, Conflict, Poison Girls, The Apostles, ou encore hollandais comme The Ex, essayent de convertir la scène punk rock en mouvement anarchiste. Comme pour l'éthique straight edge, l'anarcho-punk est centré autour d'une série de principes, comme ne pas porter des vêtements en cuir, ou promouvoir un régime végétarien ou végétalien.

### Sous-genres et démarche politique

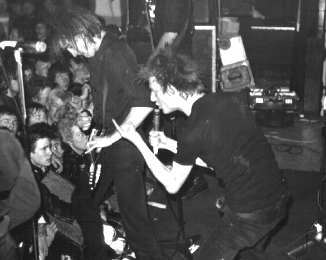
Crass, groupe pionnier de l'anarcho-punk, reconnu par leur habitude de s'habiller en noir ; l'un des éléments vestimentaires de la scène.

Le mouvement se sépare en différents sous-genres, chacun avec une vision politique différente. Discharge, fondé en 1977, aide à développer le d-beat au début des années 1980. D'autres groupes du mouvement, menés par Amebix et Antisect, développent un style extrême connu sous le nom de « crust punk ». Plusieurs de ces groupes, qui ont leurs racines dans l'anarcho-punk, comme The Varukers, Discharge, et Amebix, ou dans la Oi!, comme The Exploited ou Charged GBH, deviennent les meneurs du mouvement UK 82. La scène anarcho-punk lance aussi des groupes comme Napalm Death et Extreme Noise Terror qui, au milieu des années 1980, sont les pionniers du grindcore, ressemblant parfois le son du death metal. Menée par les Dead Kennedys, la scène anarcho-punk américaine se développe autour de groupes comme MDC, d'Austin, au Texas, ou Another Destructive System, de Californie. Les réseaux anarcho-punk sont l'un des relais du mouvement des Black Blocs dans les années 1980-1990. Les références à l'anarchisme sont nombreuses, tant dans l'expression musicale que dans les fanzines,.
Le courant anarcho-punk fonctionne selon la philosophie du DIY (do-it-yourself), c'est-à-dire de la manière la plus autonome possible, sur le mode de l'autogestion et sans profit. À la marge des majors, la scène anarcho-punk privilégie donc l'auto-production ou la production sous label, couplée à la diffusion via une multitude de petites distros VPC ou infokiosques. Ce processus de production alternatif permet de sortir des albums à des prix trois ou quatre fois inférieurs à ceux de l'industrie du disque. Il existe toutefois, dès l'origine du mouvement, des labels auto-produits constitués sous forme de société aussi bien aux États-Unis qu'en Grande-Bretagne, et dont la durée de vie ne dépasse pas, pour la Grande-Bretagne, celle du groupe qui l'a constitué. En rupture avec la logique de profit des structures commerciales classiques, ces sociétés visent avant tout une perspective de production de culture, et conservent l'esprit DIY, en mettant l'accent sur l'authenticité de leur démarche. Elles reprennent elles aussi un circuit de distribution alternatif, avec publicité via les fanzines de leur site d'achat, destiné aussi bien aux magasins de disques qu'aux particuliers, et complété le plus souvent par une sélection de détaillants qualifiés de distributeurs pour certaines zones géographiques. Cette contre-culture s'exprime au travers de nombreux sites dédiés comme Anarcho-punk.net, Subsociety, et They Lie We Die.
Des groupes d'anarcho-punk participent, via des concerts de soutien au financement d'actions liées, notamment, à l'Anarchist Black Cross, au SCALP, aux squats ou aux labels indépendants. Certains anarcho-punk manifestent une forte exigence de mise en pratique concrète des principes auxquels ils adhèrent. Pour le quotidien français 20 minutes, « Georges Brassens était un anarchiste punk. »

## Internationalisation
Parti de la Grande-Bretagne des années 1970, l'anarcho-punk s'élargit à d'autres pays. En France, le mouvement s'est fait connaître par le biais de groupes comme Bérurier Noir, Haine Brigade, Parkaj'Mental, Pekatralatak, Psycho Squatt ou Kochise. 
Le groupe René Binamé est la figure de proue de ce courant en Belgique francophone. 
Le 13 novembre 2005, à Saint-Pétersbourg, le punk anarchiste Timour Katcharava (en) est agressé à mort par des Boneheads d'extrême droite.

### Vidéographie
- (en) Burnt Cross, (S)mother Earth, Youtube.